# Benvenuto Cellini ou Une curieuse évasion
Benvenuto Cellini ou Une curieuse évasion és una pel·lícula muda francesa de Georges Méliès, estrenada el 1904, produïda per Star Film Company. Actualment es desconeix la situació de la pel·lícula.